# Liste der Nummer-eins-Hits in den britischen Charts (2023)
Dies ist eine Liste der Nummer-eins-Hits in den britischen Charts im Jahr 2023. Sie basiert auf den Official Singles Chart Top 100 und den Albums Chart Top 100, die von der Official Charts Company ermittelt werden.
Die britischen Charts werden unmittelbar nach Ende der Verkaufswoche veröffentlicht und gelten für die der Verkaufswoche folgende Woche. Ausgabedatum ist der letzte Tag der Woche, also der Donnerstag eine Woche nach Ende der Verkaufswoche.

## Singles
| ← 2022 ← | Liste der Nummer-eins-Hits in den britischen Charts | Liste der Nummer-eins-Hits in den britischen Charts | Liste der Nummer-eins-Hits in den britischen Charts                                                                                   | 2024 → |
| \| Zeitraum \| Wo. ges. \| Interpret \| Titel Autor(en) \| Zusätzliche Informationen \| \| (Zeitraum, Wochen auf Platz eins, Interpret, Titel, Autor[en], zusätzliche Informationen) \| \| \| \| \| \| ----------------------------------------------------------------------------------------- \| -------- \| ------------------------------ \| ------------------------------------------------------------------------------------------------------------------------------------- \| ---------------------------------------------------------------------------------------------------------------------------------------------------------------------------------------------------------------------------------------------------------------------------------------------- \| \| 30. Dezember 2022 – 5. Januar 2023 1 Woche (insgesamt 10) \| 10 \| Wham! \| Last Christmas George Michael \| – \| \| 6. Januar 2023 – 12. Januar 2023 1 Woche \| 1 \| Raye feat. 070 Shake \| Escapism Rachel Agatha Keen, Danielle Balbuena, Michael Harris Sabath \| Escapism war der erfolgreichste Song einer unabhängigen Künstlerin 2023. \| \| 13. Januar 2023 – 19. Januar 2023 1 Woche \| 1 \| Lewis Capaldi \| Pointless Lewis Marc Capaldi, Johnny McDaid, Steven McCutcheon, Edward Christopher Sheeran \| – \| \| 20. Januar 2023 – 30. März 2023 10 Wochen \| 10 \| Miley Cyrus \| Flowers Miley Ray Cyrus, Michael Ross Pollack, Gregory Aldae Hein \| Flowers blieb insgesamt 10 Wochen auf Platz 1 der britischen Charts und war somit 2023 zusammen mit Dave & Central Cees Sprinter am längsten am Stück auf Platz 1. \| \| 31. März 2023 – 6. April 2023 1 Woche \| 1 \| Ed Sheeran \| Eyes Closed Edward Christopher Sheeran, Martin Karl Sandberg, Johan Karl Schuster, Frederick John Philip Gibson \| – \| \| 7. April 2023 – 20. April 2023 2 Wochen (insgesamt 8) \| 8 \| Calvin Harris & Ellie Goulding \| Miracle Elena Jane Goulding, Adam Richard Wiles, Matthew James Burns, Pablo Bowman Navarro, Peter John Rees Rycroft \| – \| \| 21. April 2023 – 27. April 2023 1 Woche \| 1 \| Lewis Capaldi \| Wish You the Best Lewis Marc Capaldi, James Ryan Wuihun Ho, Jonathan Percy Saxe \| – \| \| 28. April 2023 – 8. Juni 2023 6 Wochen (insgesamt 8) \| 8 \| Calvin Harris & Ellie Goulding \| Miracle Elena Jane Goulding, Adam Richard Wiles, Matthew James Burns, Pablo Bowman Navarro, Peter John Rees Rycroft \| – \| \| 9. Juni 2023 – 17. August 2023 10 Wochen \| 10 \| Dave & Central Cee \| Sprinter Jo Caleb, Oakley Neil Caesar-Su, Jonny Leslie, James Olaloye, David Orobosa Omoregie \| Sprinter blieb wie Flowers von Miley Cyrus insgesamt 10 Wochen hintereinander auf Platz 1 der britischen Charts. Gleichzeitig war es der am meisten gestreamte Song in der Eröffnungswoche sowie der am längsten auf Platz 1 befindliche Hip-Hop-Song in der Geschichte der britischen Charts. \| \| 18. August 2023 – 24. August 2023 1 Woche \| 1 \| Billie Eilish \| What Was I Made For? Billie Eilish O’Connell, Finneas O’Connell \| – \| \| 25. August 2023 – 31. August 2023 1 Woche \| 1 \| Dua Lipa \| Dance the Night Caroline Ailin Buvik Furøyen, Dua Lipa, Mark Daniel Ronson, Andrew Wyatt Blakemore \| – \| \| 1. September 2023 – 7. September 2023 1 Woche \| 1 \| Olivia Rodrigo \| Vampire Daniel Leonard Nigro, Olivia Rodrigo \| – \| \| 8. September 2023 – 12. Oktober 2023 5 Wochen \| 5 \| Doja Cat \| Paint the Town Red Amala Zandile Dlamini, Isaac Earl Bynum, Jean Baptiste Kouame, Karl Rubin, Ryan Buendia, Burt Bacharach, Hal David \| – \| \| 13. Oktober 2023 – 2. November 2023 3 Wochen \| 3 \| Kenya Grace \| Strangers Kenya Grace \| – \| \| 3. November 2023 – 9. November 2023 1 Woche \| 1 \| Taylor Swift \| Is It Over Now? Taylor Alison Swift, Jack Michael Antonoff \| – \| \| 10. November 2023 – 16. November 2023 1 Woche \| 1 \| The Beatles \| Now and Then Lennon/McCartney, George Harrison, Starkey \| – \| \| 17. November 2023 – 7. Dezember 2023 3 Wochen \| 3 \| Jack Harlow \| Lovin On Me Jackman Harlow, Ozan Yildirim, Sean Momberger, Nik Frascona, Nickie Jon Pabón, Delbert M Greer, Reginald Nelton \| – \| \| 8. Dezember 2023 – 4. Januar 2024 4 Wochen (insgesamt 10) \| 10 \| Wham! \| Last Christmas George Michael \| – \| |                                                     |                                                     | | |
| ← 2022 |                                                     |                                                     | | → 2024 → |
| Zeitraum | Wo. ges.                                            | Interpret                                           | Titel Autor(en) | Zusätzliche Informationen |
| (Zeitraum, Wochen auf Platz eins, Interpret, Titel, Autor[en], zusätzliche Informationen) |                                                     |                                                     | | |
| 30. Dezember 2022 – 5. Januar 2023 1 Woche (insgesamt 10) | 10                                                  | Wham!                                               | Last Christmas George Michael | – |
| 6. Januar 2023 – 12. Januar 2023 1 Woche | 1                                                   | Raye feat. 070 Shake                                | Escapism Rachel Agatha Keen, Danielle Balbuena, Michael Harris Sabath                                                                 | Escapism war der erfolgreichste Song einer unabhängigen Künstlerin 2023. |
| 13. Januar 2023 – 19. Januar 2023 1 Woche | 1                                                   | Lewis Capaldi                                       | Pointless Lewis Marc Capaldi, Johnny McDaid, Steven McCutcheon, Edward Christopher Sheeran                                            | – |
| 20. Januar 2023 – 30. März 2023 10 Wochen | 10                                                  | Miley Cyrus                                         | Flowers Miley Ray Cyrus, Michael Ross Pollack, Gregory Aldae Hein                                                                     | Flowers blieb insgesamt 10 Wochen auf Platz 1 der britischen Charts und war somit 2023 zusammen mit Dave & Central Cees Sprinter am längsten am Stück auf Platz 1. |
| 31. März 2023 – 6. April 2023 1 Woche | 1                                                   | Ed Sheeran                                          | Eyes Closed Edward Christopher Sheeran, Martin Karl Sandberg, Johan Karl Schuster, Frederick John Philip Gibson                       | – |
| 7. April 2023 – 20. April 2023 2 Wochen (insgesamt 8) | 8                                                   | Calvin Harris & Ellie Goulding                      | Miracle Elena Jane Goulding, Adam Richard Wiles, Matthew James Burns, Pablo Bowman Navarro, Peter John Rees Rycroft                   | – |
| 21. April 2023 – 27. April 2023 1 Woche | 1                                                   | Lewis Capaldi                                       | Wish You the Best Lewis Marc Capaldi, James Ryan Wuihun Ho, Jonathan Percy Saxe                                                       | – |
| 28. April 2023 – 8. Juni 2023 6 Wochen (insgesamt 8) | 8                                                   | Calvin Harris & Ellie Goulding                      | Miracle Elena Jane Goulding, Adam Richard Wiles, Matthew James Burns, Pablo Bowman Navarro, Peter John Rees Rycroft                   | – |
| 9. Juni 2023 – 17. August 2023 10 Wochen | 10                                                  | Dave & Central Cee                                  | Sprinter Jo Caleb, Oakley Neil Caesar-Su, Jonny Leslie, James Olaloye, David Orobosa Omoregie                                         | Sprinter blieb wie Flowers von Miley Cyrus insgesamt 10 Wochen hintereinander auf Platz 1 der britischen Charts. Gleichzeitig war es der am meisten gestreamte Song in der Eröffnungswoche sowie der am längsten auf Platz 1 befindliche Hip-Hop-Song in der Geschichte der britischen Charts. |
| 18. August 2023 – 24. August 2023 1 Woche | 1                                                   | Billie Eilish                                       | What Was I Made For? Billie Eilish O’Connell, Finneas O’Connell                                                                       | – |
| 25. August 2023 – 31. August 2023 1 Woche | 1                                                   | Dua Lipa                                            | Dance the Night Caroline Ailin Buvik Furøyen, Dua Lipa, Mark Daniel Ronson, Andrew Wyatt Blakemore                                    | – |
| 1. September 2023 – 7. September 2023 1 Woche | 1                                                   | Olivia Rodrigo                                      | Vampire Daniel Leonard Nigro, Olivia Rodrigo                                                                                          | – |
| 8. September 2023 – 12. Oktober 2023 5 Wochen | 5                                                   | Doja Cat                                            | Paint the Town Red Amala Zandile Dlamini, Isaac Earl Bynum, Jean Baptiste Kouame, Karl Rubin, Ryan Buendia, Burt Bacharach, Hal David | – |
| 13. Oktober 2023 – 2. November 2023 3 Wochen | 3                                                   | Kenya Grace                                         | Strangers Kenya Grace | – |
| 3. November 2023 – 9. November 2023 1 Woche | 1                                                   | Taylor Swift                                        | Is It Over Now? Taylor Alison Swift, Jack Michael Antonoff                                                                            | – |
| 10. November 2023 – 16. November 2023 1 Woche | 1                                                   | The Beatles                                         | Now and Then Lennon/McCartney, George Harrison, Starkey                                                                               | – |
| 17. November 2023 – 7. Dezember 2023 3 Wochen | 3                                                   | Jack Harlow                                         | Lovin On Me Jackman Harlow, Ozan Yildirim, Sean Momberger, Nik Frascona, Nickie Jon Pabón, Delbert M Greer, Reginald Nelton           | – |
| 8. Dezember 2023 – 4. Januar 2024 4 Wochen (insgesamt 10) | 10                                                  | Wham!                                               | Last Christmas George Michael | – |

## Alben
| ← 2022 ← | Liste der Nummer-eins-Hits in den britischen Charts | Liste der Nummer-eins-Hits in den britischen Charts | Liste der Nummer-eins-Hits in den britischen Charts | 2024 → |
| \| Zeitraum \| Wo. ges. \| Interpret \| Titel \| Zusätzliche Informationen \| \| (Zeitraum, Wochen auf Platz eins, Interpret, Titel, zusätzliche Informationen) \| \| \| \| \| \| ------------------------------------------------------------------------------ \| -------- \| ------------------- \| --------------------------------------------------- \| -------------------------------------------------------------------------------------------------------------------------------------------------------------------------- \| \| 30. Dezember 2022 – 5. Januar 2023 1 Woche (insgesamt 7) \| 7 \| Michael Bublé \| Christmas \| – \| \| 6. Januar 2023 – 19. Januar 2023 2 Wochen (insgesamt 5) \| 5 \| Taylor Swift \| Midnights \| – \| \| 20. Januar 2023 – 26. Januar 2023 1 Woche \| 1 \| The Courteeners \| St. Jude \| – \| \| 27. Januar 2023 – 2. Februar 2023 1 Woche \| 1 \| The Reytons \| What’s Rock and Roll? \| Mit ihrem zweiten Album erreichte die Band auch ohne Unterstützung einer Plattenfirma Platz eins. \| \| 3. Februar 2023 – 9. Februar 2023 1 Woche \| 1 \| Sam Smith \| Gloria \| – \| \| 10. Februar 2023 – 16. Februar 2023 1 Woche \| 1 \| Shania Twain \| Queen of Me \| – \| \| 17. Februar 2023 – 23. Februar 2023 1 Woche \| 1 \| Paramore \| This Is Why \| – \| \| 24. Februar 2023 – 2. März 2023 1 Woche \| 1 \| Pink \| Trustfall \| – \| \| 3. März 2023 – 9. März 2023 1 Woche \| 1 \| Gorillaz \| Cracker Island \| – \| \| 10. März 2023 – 16. März 2023 1 Woche \| 1 \| The Lathums \| From Nothing to a Little Bit More \| – \| \| 17. März 2023 – 23. März 2023 1 Woche \| 1 \| Miley Cyrus \| Endless Summer Vacation \| – \| \| 24. März 2023 – 30. März 2023 1 Woche \| 1 \| U2 \| Songs of Surrender \| – \| \| 31. März 2023 – 6. April 2023 1 Woche \| 1 \| Lana Del Rey \| Did You Know That There’s a Tunnel Under Ocean Blvd \| – \| \| 7. April 2023 – 13. April 2023 1 Woche \| 1 \| Boygenius \| The Record \| – \| \| 14. April 2023 – 20. April 2023 1 Woche \| 1 \| Ellie Goulding \| Higher Than Heaven \| – \| \| 21. April 2023 – 27. April 2023 1 Woche \| 1 \| Metallica \| 72 Seasons \| – \| \| 28. April 2023 – 4. Mai 2023 1 Woche \| 1 \| Enter Shikari \| A Kiss for the Whole World \| – \| \| 5. Mai 2023 – 11. Mai 2023 1 Woche \| 1 \| The Lottery Winners \| Anxiety Replacement Therapy \| – \| \| 12. Mai 2023 – 25. Mai 2023 2 Wochen \| 2 \| Ed Sheeran \| − \| – \| \| 26. Mai 2023 – 8. Juni 2023 2 Wochen (insgesamt 3) \| 3 \| Lewis Capaldi \| Broken by Desire to Be Heavenly Sent \| – \| \| 9. Juni 2023 – 15. Juni 2023 1 Woche \| 1 \| Foo Fighters \| But Here We Are \| – \| \| 16. Juni 2023 – 22. Juni 2023 1 Woche \| 1 \| Niall Horan \| The Show \| – \| \| 23. Juni 2023 – 29. Juni 2023 1 Woche \| 1 \| Tom Grennan \| What Ifs & Maybes \| – \| \| 30. Juni 2023 – 6. Juli 2023 1 Woche \| 1 \| Maisie Peters \| The Good Witch \| – \| \| 7. Juli 2023 – 13. Juli 2023 1 Woche \| 1 \| Nothing but Thieves \| Dead Club City \| – \| \| 14. Juli 2023 – 20. Juli 2023 1 Woche \| 1 \| Taylor Swift \| Speak Now (Taylor’s Version) \| – \| \| 21. Juli 2023 – 27. Juli 2023 1 Woche \| 1 \| J Hus \| Beautiful and Brutal Yard \| – \| \| 28. Juli 2023 – 3. August 2023 1 Woche \| 1 \| Blur \| The Ballad of Darren \| – \| \| 4. August 2023 – 10. August 2023 1 Woche \| 1 \| Travis Scott \| Utopia \| – \| \| 11. August 2023 – 17. August 2023 1 Woche \| 1 \| Cian Ducrot \| Victory \| – \| \| 18. August 2023 – 24. August 2023 1 Woche \| 1 \| Liam Gallagher \| Knebworth 22 \| – \| \| 25. August 2023 – 31. August 2023 1 Woche \| 1 \| Hozier \| Unreal Unearth \| – \| \| 1. September 2023 – 7. September 2023 1 Woche \| 1 \| Burna Boy \| I Told Them… \| – \| \| 8. September 2023 – 14. September 2023 1 Woche \| 1 \| Royal Blood \| Back to the Water Below \| – \| \| 15. September 2023 – 21. September 2023 1 Woche \| 1 \| Olivia Rodrigo \| Guts \| – \| \| 22. September 2023 – 28. September 2023 1 Woche \| 1 \| Busted \| Greatest Hits 2.0 \| – \| \| 29. September 2023 – 5. Oktober 2023 1 Woche \| 1 \| Kylie Minogue \| Tension \| – \| \| 6. Oktober 2023 – 12. Oktober 2023 1 Woche \| 1 \| Ed Sheeran \| Autumn Variations \| – \| \| 13. Oktober 2023 – 19. Oktober 2023 1 Woche \| 1 \| Drake \| For All the Dogs \| – \| \| 20. Oktober 2023 – 26. Oktober 2023 1 Woche \| 1 \| Ren \| Sick Boi \| – \| \| 27. Oktober 2023 – 2. November 2023 1 Woche (insgesamt 2) \| 2 \| The Rolling Stones \| Hackney Diamonds \| – \| \| 3. November 2023 – 23. November 2023 3 Wochen \| 3 \| Taylor Swift \| 1989 (Taylor’s Version) \| Taylor Swifts Neuinterpretation ihres Albums 1989 verkaufte sich in der ersten Woche 184.000 mal und blieb als einziges Album 2023 drei Wochen hintereinander auf Platz 1. \| \| 24. November 2023 – 30. November 2023 1 Woche \| 1 \| Madness \| Theatre of the Absurd Presents C’est la Vie \| – \| \| 1. Dezember 2023 – 7. Dezember 2023 1 Woche \| 1 \| Take That \| This Life \| – \| \| 8. Dezember 2023 – 14. Dezember 2023 1 Woche \| 1 \| Peter Gabriel \| i/o \| – \| \| 15. Dezember 2023 – 21. Dezember 2023 1 Woche \| 1 \| The Killers \| Rebel Diamonds \| – \| \| 22. Dezember 2023 – 28. Dezember 2023 1 Woche (insgesamt 2) \| 2 \| The Rolling Stones \| Hackney Diamonds \| – \| \| 29. Dezember 2023 – 4. Januar 2024 1 Woche (insgesamt 7) \| 7 \| Michael Bublé \| Christmas \| – \| |                                                     |                                                     |                                                     | |
| ← 2022 |                                                     |                                                     |                                                     | → 2024 → |
| Zeitraum | Wo. ges.                                            | Interpret                                           | Titel                                               | Zusätzliche Informationen |
| (Zeitraum, Wochen auf Platz eins, Interpret, Titel, zusätzliche Informationen) |                                                     |                                                     |                                                     | |
| 30. Dezember 2022 – 5. Januar 2023 1 Woche (insgesamt 7) | 7                                                   | Michael Bublé                                       | Christmas                                           | – |
| 6. Januar 2023 – 19. Januar 2023 2 Wochen (insgesamt 5) | 5                                                   | Taylor Swift                                        | Midnights                                           | – |
| 20. Januar 2023 – 26. Januar 2023 1 Woche | 1                                                   | The Courteeners                                     | St. Jude                                            | – |
| 27. Januar 2023 – 2. Februar 2023 1 Woche | 1                                                   | The Reytons                                         | What’s Rock and Roll?                               | Mit ihrem zweiten Album erreichte die Band auch ohne Unterstützung einer Plattenfirma Platz eins.                                                                          |
| 3. Februar 2023 – 9. Februar 2023 1 Woche | 1                                                   | Sam Smith                                           | Gloria                                              | – |
| 10. Februar 2023 – 16. Februar 2023 1 Woche | 1                                                   | Shania Twain                                        | Queen of Me                                         | – |
| 17. Februar 2023 – 23. Februar 2023 1 Woche | 1                                                   | Paramore                                            | This Is Why                                         | – |
| 24. Februar 2023 – 2. März 2023 1 Woche | 1                                                   | Pink                                                | Trustfall                                           | – |
| 3. März 2023 – 9. März 2023 1 Woche | 1                                                   | Gorillaz                                            | Cracker Island                                      | – |
| 10. März 2023 – 16. März 2023 1 Woche | 1                                                   | The Lathums                                         | From Nothing to a Little Bit More                   | – |
| 17. März 2023 – 23. März 2023 1 Woche | 1                                                   | Miley Cyrus                                         | Endless Summer Vacation                             | – |
| 24. März 2023 – 30. März 2023 1 Woche | 1                                                   | U2                                                  | Songs of Surrender                                  | – |
| 31. März 2023 – 6. April 2023 1 Woche | 1                                                   | Lana Del Rey                                        | Did You Know That There’s a Tunnel Under Ocean Blvd | – |
| 7. April 2023 – 13. April 2023 1 Woche | 1                                                   | Boygenius                                           | The Record                                          | – |
| 14. April 2023 – 20. April 2023 1 Woche | 1                                                   | Ellie Goulding                                      | Higher Than Heaven                                  | – |
| 21. April 2023 – 27. April 2023 1 Woche | 1                                                   | Metallica                                           | 72 Seasons                                          | – |
| 28. April 2023 – 4. Mai 2023 1 Woche | 1                                                   | Enter Shikari                                       | A Kiss for the Whole World                          | – |
| 5. Mai 2023 – 11. Mai 2023 1 Woche | 1                                                   | The Lottery Winners                                 | Anxiety Replacement Therapy                         | – |
| 12. Mai 2023 – 25. Mai 2023 2 Wochen | 2                                                   | Ed Sheeran                                          | −                                                   | – |
| 26. Mai 2023 – 8. Juni 2023 2 Wochen (insgesamt 3) | 3                                                   | Lewis Capaldi                                       | Broken by Desire to Be Heavenly Sent                | – |
| 9. Juni 2023 – 15. Juni 2023 1 Woche | 1                                                   | Foo Fighters                                        | But Here We Are                                     | – |
| 16. Juni 2023 – 22. Juni 2023 1 Woche | 1                                                   | Niall Horan                                         | The Show                                            | – |
| 23. Juni 2023 – 29. Juni 2023 1 Woche | 1                                                   | Tom Grennan                                         | What Ifs & Maybes                                   | – |
| 30. Juni 2023 – 6. Juli 2023 1 Woche | 1                                                   | Maisie Peters                                       | The Good Witch                                      | – |
| 7. Juli 2023 – 13. Juli 2023 1 Woche | 1                                                   | Nothing but Thieves                                 | Dead Club City                                      | – |
| 14. Juli 2023 – 20. Juli 2023 1 Woche | 1                                                   | Taylor Swift                                        | Speak Now (Taylor’s Version)                        | – |
| 21. Juli 2023 – 27. Juli 2023 1 Woche | 1                                                   | J Hus                                               | Beautiful and Brutal Yard                           | – |
| 28. Juli 2023 – 3. August 2023 1 Woche | 1                                                   | Blur                                                | The Ballad of Darren                                | – |
| 4. August 2023 – 10. August 2023 1 Woche | 1                                                   | Travis Scott                                        | Utopia                                              | – |
| 11. August 2023 – 17. August 2023 1 Woche | 1                                                   | Cian Ducrot                                         | Victory                                             | – |
| 18. August 2023 – 24. August 2023 1 Woche | 1                                                   | Liam Gallagher                                      | Knebworth 22                                        | – |
| 25. August 2023 – 31. August 2023 1 Woche | 1                                                   | Hozier                                              | Unreal Unearth                                      | – |
| 1. September 2023 – 7. September 2023 1 Woche | 1                                                   | Burna Boy                                           | I Told Them…                                        | – |
| 8. September 2023 – 14. September 2023 1 Woche | 1                                                   | Royal Blood                                         | Back to the Water Below                             | – |
| 15. September 2023 – 21. September 2023 1 Woche | 1                                                   | Olivia Rodrigo                                      | Guts                                                | – |
| 22. September 2023 – 28. September 2023 1 Woche | 1                                                   | Busted                                              | Greatest Hits 2.0                                   | – |
| 29. September 2023 – 5. Oktober 2023 1 Woche | 1                                                   | Kylie Minogue                                       | Tension                                             | – |
| 6. Oktober 2023 – 12. Oktober 2023 1 Woche | 1                                                   | Ed Sheeran                                          | Autumn Variations                                   | – |
| 13. Oktober 2023 – 19. Oktober 2023 1 Woche | 1                                                   | Drake                                               | For All the Dogs                                    | – |
| 20. Oktober 2023 – 26. Oktober 2023 1 Woche | 1                                                   | Ren                                                 | Sick Boi                                            | – |
| 27. Oktober 2023 – 2. November 2023 1 Woche (insgesamt 2) | 2                                                   | The Rolling Stones                                  | Hackney Diamonds                                    | – |
| 3. November 2023 – 23. November 2023 3 Wochen | 3                                                   | Taylor Swift                                        | 1989 (Taylor’s Version)                             | Taylor Swifts Neuinterpretation ihres Albums 1989 verkaufte sich in der ersten Woche 184.000 mal und blieb als einziges Album 2023 drei Wochen hintereinander auf Platz 1. |
| 24. November 2023 – 30. November 2023 1 Woche | 1                                                   | Madness                                             | Theatre of the Absurd Presents C’est la Vie         | – |
| 1. Dezember 2023 – 7. Dezember 2023 1 Woche | 1                                                   | Take That                                           | This Life                                           | – |
| 8. Dezember 2023 – 14. Dezember 2023 1 Woche | 1                                                   | Peter Gabriel                                       | i/o                                                 | – |
| 15. Dezember 2023 – 21. Dezember 2023 1 Woche | 1                                                   | The Killers                                         | Rebel Diamonds                                      | – |
| 22. Dezember 2023 – 28. Dezember 2023 1 Woche (insgesamt 2) | 2                                                   | The Rolling Stones                                  | Hackney Diamonds                                    | – |
| 29. Dezember 2023 – 4. Januar 2024 1 Woche (insgesamt 7) | 7                                                   | Michael Bublé                                       | Christmas                                           | – |

## Jahreshitparaden
| ← 2022 ← | Liste der Nummer-eins-Hits in den britischen Charts | Liste der Nummer-eins-Hits in den britischen Charts | Liste der Nummer-eins-Hits in den britischen Charts | 2024 →   |
| \| Singles \| Position# \| Alben \| \| ------------------------------------------------------------------------------------------------------------------- \| --------- \| ------------------------------------ \| \| Flowers Miley Cyrus Miley Ray Cyrus, Gregory Aldae Hein, Michael Pollack \| 1 \| The Highlights The Weeknd \| \| Sprinter Dave & Central Cee Oakley Neil Caesar-Su, David Orobosa Omoregie, James Olaloye, Jo Caleb, Jonny Leslie \| 2 \| Midnights Taylor Swift \| \| Escapism Raye feat. 070 Shake Danielle Balbuena, Rachel Keen, Mike Sabath \| 3 \| 1989 (Taylor’s Version) Taylor Swift \| \| Anti-Hero Taylor Swift Taylor Swift, Jack Antonoff \| 4 \| Diamonds Elton John \| \| Miracle Calvin Harris & Ellie Goulding Ellie Goulding, Adam Wiles, Matthew James Burns, Pablo Bowman, Peter Rycroft \| 5 \| Harry’s House Harry Styles \| \| Calm Down Rema Divine Ikubor, Andre Vibez, Michael Hunter \| 6 \| 50 Years – Don’t Stop Fleetwood Mac \| \| Kill Bill SZA Solána Rowe, Rob Bisel, Carter Lang \| 7 \| Curtain Call: The Hits Eminem \| \| Boy’s a Liar PinkPantheress PinkPantheress, Mura Masa \| 8 \| SOS SZA \| \| As It Was Harry Styles , Thomas Hull, Tyler Johnson \| 9 \| AM Arctic Monkeys \| \| People Libianca Libianca Kenzonkinboum Fonji, Orhue Moses Odia \| 10 \| ABBA Gold – Greatest Hits ABBA \| |                                                     |                                                     |                                                     |          |
| ← 2022 |                                                     |                                                     |                                                     | → 2024 → |
| Singles | Position#                                           | Alben                                               |                                                     |          |
| Flowers Miley Cyrus Miley Ray Cyrus, Gregory Aldae Hein, Michael Pollack | 1                                                   | The Highlights The Weeknd                           |                                                     |          |
| Sprinter Dave & Central Cee Oakley Neil Caesar-Su, David Orobosa Omoregie, James Olaloye, Jo Caleb, Jonny Leslie | 2                                                   | Midnights Taylor Swift                              |                                                     |          |
| Escapism Raye feat. 070 Shake Danielle Balbuena, Rachel Keen, Mike Sabath | 3                                                   | 1989 (Taylor’s Version) Taylor Swift                |                                                     |          |
| Anti-Hero Taylor Swift Taylor Swift, Jack Antonoff | 4                                                   | Diamonds Elton John                                 |                                                     |          |
| Miracle Calvin Harris & Ellie Goulding Ellie Goulding, Adam Wiles, Matthew James Burns, Pablo Bowman, Peter Rycroft | 5                                                   | Harry’s House Harry Styles                          |                                                     |          |
| Calm Down Rema Divine Ikubor, Andre Vibez, Michael Hunter | 6                                                   | 50 Years – Don’t Stop Fleetwood Mac                 |                                                     |          |
| Kill Bill SZA Solána Rowe, Rob Bisel, Carter Lang | 7                                                   | Curtain Call: The Hits Eminem                       |                                                     |          |
| Boy’s a Liar PinkPantheress PinkPantheress, Mura Masa | 8                                                   | SOS SZA                                             |                                                     |          |
| As It Was Harry Styles , Thomas Hull, Tyler Johnson | 9                                                   | AM Arctic Monkeys                                   |                                                     |          |
| People Libianca Libianca Kenzonkinboum Fonji, Orhue Moses Odia | 10                                                  | ABBA Gold – Greatest Hits ABBA                      |                                                     |          |